# DDR-Fußball-Liga 1985/86
In der Saison 1985/86 gewann die zweite Mannschaft vom Berliner FC Dynamo die Staffel A. Da zweite Mannschaften nicht aufstiegsberechtigt waren, stieg die Zweitplatzierte BSG Energie Cottbus in die DDR-Oberliga auf. Aus der Staffel B stieg mit der BSG Fortschritt Bischofswerda ein absoluter Neuling in das Oberhaus auf.

## Modus
Gespielt wurde in zwei Staffeln zu je 18 Mannschaften (regionale Gesichtspunkte). In einer Doppelrunde mit Hin- und Rückspiel wurden die Staffelsieger und Absteiger ermittelt.

## Staffel A

### Abschlusstabelle
| Pl. | Verein                           | Sp. | S  | U  | N  | Tore    | Diff. | Punkte |
| --- | -------------------------------- | --- | -- | -- | -- | ------- | ----- | ------ |
| 1.  | Berliner FC Dynamo II *          | 34  | 18 | 10 | 6  | 058:380 | +20   | 46:22  |
| 2.  | BSG Energie Cottbus              | 34  | 20 | 5  | 9  | 053:300 | +23   | 45:23  |
| 3.  | BSG Chemie Leipzig (A)           | 34  | 16 | 11 | 7  | 058:360 | +22   | 43:25  |
| 4.  | ASG Vorwärts Stralsund           | 34  | 17 | 6  | 11 | 054:390 | +15   | 40:28  |
| 5.  | ASG Vorwärts Dessau              | 34  | 16 | 7  | 11 | 064:530 | +11   | 39:29  |
| 6.  | BSG KKW Greifswald (N)           | 34  | 14 | 7  | 13 | 042:450 | −3    | 35:33  |
| 7.  | FC Vorwärts Frankfurt/O. II      | 34  | 12 | 10 | 12 | 052:430 | +9    | 34:34  |
| 8.  | BSG Motor Babelsberg             | 34  | 12 | 10 | 12 | 062:580 | +4    | 34:34  |
| 9.  | BSG Rotation Berlin              | 34  | 12 | 10 | 12 | 047:430 | +4    | 34:34  |
| 10. | BSG Stahl Eisenhüttenstadt       | 34  | 12 | 10 | 12 | 053:520 | +1    | 34:34  |
| 11. | BSG Aktivist Schwarze Pumpe      | 34  | 13 | 8  | 13 | 039:400 | −1    | 34:34  |
| 12. | BSG Lok/Armaturen Prenzlau (N)   | 34  | 13 | 8  | 13 | 037:430 | −6    | 34:34  |
| 13. | SG Dynamo Schwerin               | 34  | 11 | 11 | 12 | 061:540 | +7    | 33:35  |
| 14. | SG Dynamo Fürstenwalde           | 34  | 10 | 11 | 13 | 054:480 | +6    | 31:37  |
| 15. | BSG Post Neubrandenburg          | 34  | 11 | 9  | 14 | 039:540 | −15   | 31:37  |
| 16. | BSG Aktivist Brieske-Senftenberg | 34  | 10 | 8  | 16 | 032:530 | −21   | 28:40  |
| 17. | BSG Stahl Walzwerk Hettstedt (N) | 34  | 7  | 6  | 21 | 031:720 | −41   | 20:48  |
| 18. | TSG Bau Rostock                  | 34  | 4  | 9  | 21 | 028:630 | −35   | 17:51  |

| (A) | Absteiger aus der DDR-Oberliga 1984/85 |
| (N) | Aufsteiger aus der Bezirksliga 1984/85 |
| *   | nicht aufstiegsberechtigt              |

### Kreuztabelle
Die Kreuztabelle stellt die Ergebnisse aller Spiele dieser Saison dar. Die Heimmannschaft ist in der linken Spalte aufgelistet und die Gastmannschaft in der obersten Reihe.
| 1985/86 | 1985/86                          | Berliner FC Dynamo II | BSG Energie Cottbus | BSG Chemie Leipzig | ASG Vorwärts Stralsund | ASG Vorwärts Dessau | BSG KKW Greifswald | FC Vorwärts Frankfurt/O. II | BSG Motor Babelsberg | BSG Rotation Berlin | BSG Stahl Eisenhüttenstadt | BSG Aktivist Schwarze Pumpe | BSG Lok/Armaturen Prenzlau | SG Dynamo Schwerin | SG Dynamo Fürstenwalde | BSG Post Neubrandenburg | BSG Aktivist Brieske-Senftenberg | BSG Stahl Walzwerk Hettstedt | TSG Bau Rostock |
| ------- | -------------------------------- | --------------------- | ------------------- | ------------------ | ---------------------- | ------------------- | ------------------ | --------------------------- | -------------------- | ------------------- | -------------------------- | --------------------------- | -------------------------- | ------------------ | ---------------------- | ----------------------- | -------------------------------- | ---------------------------- | --------------- |
| 01.     | Berliner FC Dynamo II            |                       | 2:1                 | 3:3                | 2:0                    | 5:1                 | 2:1                | 2:2                         | 2:1                  | 1:1                 | 2:0                        | 0:0                         | 2:1                        | 3:2                | 0:0                    | 2:1                     | 2:0                              | 4:0                          | 1:1             |
| 02.     | BSG Energie Cottbus              | 0:3                   |                     | 0:0                | 4:1                    | 2:1                 | 3:1                | 1:0                         | 3:2                  | 2:0                 | 3:1                        | 1:0                         | 0:1                        | 4:2                | 1:3                    | 4:0                     | 1:0                              | 1:0                          | 1:0             |
| 03.     | BSG Chemie Leipzig               | 2:1                   | 2:0                 |                    | 0:0                    | 2:3                 | 1:0                | 2:1                         | 2:2                  | 0:0                 | 3:0                        | 0:1                         | 2:0                        | 2:1                | 0:0                    | 3:0                     | 4:1                              | 3:0                          | 4:1             |
| 04.     | ASG Vorwärts Stralsund           | 1:1                   | 3:1                 | 2:0                |                        | 5:3                 | 2:0                | 4:3                         | 0:0                  | 2:0                 | 3:1                        | 2:1                         | 3:0                        | 2:2                | 3:2                    | 1:0                     | 1:0                              | 6:0                          | 2:0             |
| 05.     | ASG Vorwärts Dessau              | 2:2                   | 2:1                 | 1:2                | 1:0                    |                     | 3:0                | 2:1                         | 1:1                  | 3:1                 | 1:2                        | 1:3                         | 2:0                        | 0:0                | 0:3                    | 3:3                     | 4:0                              | 2:0                          | 3:0             |
| 06.     | BSG KKW Greifswald               | 0:3                   | 1:1                 | 1:0                | 1:0                    | 1:0                 |                    | 1:2                         | 0:0                  | 3:0                 | 3:0                        | 3:0                         | 0:4                        | 2:2                | 1:1                    | 1:0                     | 1:1                              | 2:0                          | 5:1             |
| 07.     | FC Vorwärts Frankfurt/O. II      | 1:1                   | 1:2                 | 1:2                | 0:2                    | 1:2                 | 3:0                |                             | 1:1                  | 1:2                 | 2:0                        | 1:3                         | 4:1                        | 1:1                | 2:2                    | 3:1                     | 2:0                              | 1:1                          | 2:2             |
| 08.     | BSG Motor Babelsberg             | 4:1                   | 0:2                 | 1:1                | 2:1                    | 1:4                 | 1:1                | 3:3                         |                      | 3:1                 | 0:3                        | 1:1                         | 1:0                        | 5:1                | 3:1                    | 3:0                     | 8:1                              | 1:3                          | 2:3             |
| 09.     | BSG Rotation Berlin              | 3:0                   | 0:0                 | 2:2                | 1:0                    | 3:4                 | 4:0                | 0:2                         | 3:0                  |                     | 2:2                        | 2:0                         | 4:1                        | 2:1                | 2:1                    | 1:1                     | 0:2                              | 2:0                          | 3:0             |
| 10.     | BSG Stahl Eisenhüttenstadt       | 0:1                   | 0:2                 | 3:1                | 2:0                    | 0:2                 | 1:1                | 1:1                         | 6:3                  | 1:1                 |                            | 4:0                         | 0:0                        | 3:3                | 3:1                    | 0:1                     | 1:1                              | 1:0                          | 2:1             |
| 11.     | BSG Aktivist Schwarze Pumpe      | 0:2                   | 1:0                 | 1:1                | 1:0                    | 2:0                 | 1:2                | 1:0                         | 0:0                  | 4:1                 | 3:2                        |                             | 2:0                        | 0:3                | 2:1                    | 1:1                     | 0:1                              | 3:2                          | 0:1             |
| 12.     | BSG Lok/Armaturen Prenzlau       | 0:0                   | 0:0                 | 1:3                | 1:3                    | 1:0                 | 2:0                | 1:1                         | 1:0                  | 1:0                 | 1:0                        | 2:1                         |                            | 1:0                | 2:0                    | 0:0                     | 2:3                              | 2:1                          | 2:1             |
| 13.     | SG Dynamo Schwerin               | 4:0                   | 0:0                 | 3:1                | 1:0                    | 2:2                 | 3:1                | 1:2                         | 3:0                  | 0:0                 | 3:4                        | 3:2                         | 4:0                        |                    | 2:2                    | 0:0                     | 2:0                              | 1:2                          | 4:0             |
| 14.     | SG Dynamo Fürstenwalde           | 2:1                   | 0:1                 | 2:2                | 4:0                    | 1:4                 | 1:2                | 0:1                         | 5:1                  | 3:2                 | 3:3                        | 0:0                         | 1:1                        | 3:1                |                        | 1:2                     | 0:0                              | 1:0                          | 3:0             |
| 15.     | BSG Post Neubrandenburg          | 1:0                   | 2:1                 | 2:2                | 1:0                    | 2:0                 | 1:3                | 1:0                         | 1:4                  | 2:4                 | 0:2                        | 1:0                         | 0:4                        | 5:2                | 2:2                    |                         | 1:2                              | 4:2                          | 0:0             |
| 16.     | BSG Aktivist Brieske-Senftenberg | 1:2                   | 0:2                 | 2:0                | 2:2                    | 3:4                 | 1:2                | 0:2                         | 0:2                  | 1:0                 | 1:1                        | 0:3                         | 1:1                        | 1:1                | 1:0                    | 2:0                     |                                  | 1:0                          | 2:0             |
| 17.     | BSG Stahl Walzwerk Hettstedt     | 1:3                   | 0:6                 | 0:5                | 2:2                    | 2:2                 | 1:0                | 0:3                         | 2:3                  | 0:0                 | 1:1                        | 1:1                         | 2:1                        | 3:1                | 1:4                    | 0:2                     | 1:0                              |                              | 1:2             |
| 18.     | TSG Bau Rostock                  | 1:2                   | 1:2                 | 0:1                | 0:1                    | 1:1                 | 0:2                | 0:1                         | 1:3                  | 0:0                 | 2:3                        | 1:1                         | 2:2                        | 1:2                | 2:1                    | 1:1                     | 1:1                              | 1:2                          |                 |

### Torschützenliste
|     | Spieler           | Verein                                                  | Tore |
| --- | ----------------- | ------------------------------------------------------- | ---- |
| 01. | Jörg Dämmrich     | ASG Vorwärts Dessau                                     | 16   |
| 01. | Michael Reimer    | BSG Chemie Leipzig                                      | 16   |
| 03. | Frank Lindemann   | BSG Stahl Eisenhüttenstadt                              | 15   |
| 03. | Frank Prange      | SG Dynamo Schwerin                                      | 15   |
| 05. | Andreas Below     | ASG Vorwärts Stralsund                                  | 13   |
| 05. | Peter Kaehlitz    | SG Dynamo Fürstenwalde (11) Berliner FC Dynamo II (2)   | 13   |
| 07. | Olaf Hirsch       | Berliner FC Dynamo II                                   | 12   |
| 07. | Rüdiger Naumann   | ASG Vorwärts Dessau                                     | 12   |
| 09. | Dietmar Hirsch    | SG Dynamo Schwerin                                      | 11   |
| 09. | Jörg Jenter       | BSG Aktivist Schwarze Pumpe (7) BSG Energie Cottbus (4) | 11   |
| 09. | Heiko Scholz      | BSG Chemie Leipzig                                      | 11   |
| 09. | Karsten Schulz    | FC Vorwärts Frankfurt/O. II                             | 11   |
| 13. | Thoralf Bennert   | FC Vorwärts Frankfurt/O. II                             | 10   |
| 13. | Dietmar Drabow    | BSG Energie Cottbus                                     | 10   |
| 13. | Holger Köhler     | BSG KKW Greifswald                                      | 10   |
| 13. | Hans-Dieter Paulo | BSG Energie Cottbus                                     | 10   |
| 13. | Frank Schulz      | BSG Motor Babelsberg                                    | 10   |
| 13. | Bernd Schure      | BSG Rotation Berlin                                     | 10   |

### Zuschauer
- In 306 Spielen kamen 501.450 Zuschauer ({\displaystyle \varnothing } 1.639 pro Spiel) in die Stadien.

Größte Zuschauerkulisse
11.000  BSG Energie Cottbus – BSG Post Neubrandenburg (34. Sp.)
Niedrigste Zuschauerkulisse
100 FC Vorwärts Frankfurt/O. II – BSG Post Neubrandenburg (15. Sp.)
100 FC Vorwärts Frankfurt/O. II – SG Dynamo Schwerin (18. Sp.)
100 Berliner FC Dynamo II – BSG Aktivist Schwarze Pumpe (28. Sp.)
100 FC Vorwärts Frankfurt/O. II – BSG Motor Babelsberg (28. Sp.)
| Mannschaft                       | Gesamt  | {\displaystyle \varnothing } | Heim   | {\displaystyle \varnothing } | Ausw.  | {\displaystyle \varnothing } |
| -------------------------------- | ------- | ---------------------------- | ------ | ---------------------------- | ------ | ---------------------------- |
| Berliner FC Dynamo II            | 035.800 | 1.053                        | 05.800 | 0341                         | 30.000 | 1.765                        |
| BSG Energie Cottbus              | 093.100 | 2.738                        | 60.700 | 3.571                        | 32.400 | 1.906                        |
| BSG Chemie Leipzig               | 107.550 | 3.163                        | 72.700 | 4.276                        | 34.850 | 2.050                        |
| ASG Vorwärts Stralsund           | 051.450 | 1.513                        | 23.050 | 1.356                        | 28.400 | 1.671                        |
| ASG Vorwärts Dessau              | 045.800 | 1.347                        | 22.100 | 1.300                        | 23.700 | 1.394                        |
| BSG KKW Greifswald               | 071.150 | 2.093                        | 46.100 | 2.712                        | 25.050 | 1.474                        |
| FC Vorwärts Frankfurt/O. II      | 029.300 | 0862                         | 04.300 | 0253                         | 25.000 | 1.471                        |
| BSG Motor Babelsberg             | 066.050 | 1.943                        | 39.500 | 2.323                        | 26.550 | 1.562                        |
| BSG Rotation Berlin              | 038.900 | 1.144                        | 11.700 | 0688                         | 27.200 | 1.600                        |
| BSG Stahl Eisenhüttenstadt       | 047.050 | 1.384                        | 21.150 | 1.244                        | 25.900 | 1.524                        |
| BSG Aktivist Schwarze Pumpe      | 066.300 | 1.950                        | 38.800 | 2.282                        | 27.500 | 1.618                        |
| BSG Lok/Armaturen Prenzlau       | 069.850 | 2.054                        | 39.300 | 2.312                        | 30.550 | 1.797                        |
| SG Dynamo Schwerin               | 041.000 | 1.206                        | 16.050 | 0944                         | 24.950 | 1.468                        |
| SG Dynamo Fürstenwalde           | 039.950 | 1.175                        | 12.800 | 0753                         | 27.150 | 1.597                        |
| BSG Post Neubrandenburg          | 057.850 | 1.701                        | 23.750 | 1.397                        | 34.100 | 2.006                        |
| BSG Aktivist Brieske-Senftenberg | 045.500 | 1.338                        | 20.600 | 1.212                        | 24.900 | 1.465                        |
| BSG Stahl Walzwerk Hettstedt     | 057.950 | 1.704                        | 35.550 | 2.091                        | 22.400 | 1.318                        |
| TSG Bau Rostock                  | 029.250 | 0860                         | 07.500 | 0441                         | 21.750 | 1.279                        |

## Staffel B

### Abschlusstabelle
| Pl. | Verein                            | Sp. | S  | U  | N  | Tore    | Diff. | Punkte |
| --- | --------------------------------- | --- | -- | -- | -- | ------- | ----- | ------ |
| 1.  | BSG Fortschritt Bischofswerda     | 34  | 23 | 6  | 5  | 061:230 | +38   | 52:16  |
| 2.  | Hallescher FC Chemie              | 34  | 22 | 3  | 9  | 085:360 | +49   | 47:21  |
| 3.  | BSG Chemie Böhlen                 | 34  | 16 | 7  | 11 | 059:440 | +15   | 39:29  |
| 4.  | BSG Motor Grimma                  | 34  | 15 | 8  | 11 | 043:390 | +4    | 38:30  |
| 5.  | FC Carl Zeiss Jena II             | 34  | 14 | 10 | 10 | 045:450 | ±0    | 38:30  |
| 6.  | SG Dynamo Dresden II              | 34  | 14 | 9  | 11 | 057:500 | +7    | 37:31  |
| 7.  | SG Dynamo Eisleben                | 34  | 13 | 10 | 11 | 042:450 | −3    | 36:32  |
| 8.  | BSG Glückauf Sondershausen        | 34  | 13 | 8  | 13 | 050:530 | −3    | 34:34  |
| 9.  | BSG Motor Weimar (N)              | 34  | 11 | 11 | 12 | 038:390 | −1    | 33:35  |
| 10. | BSG Motor Nordhausen              | 34  | 11 | 11 | 12 | 040:530 | −13   | 33:35  |
| 11. | BSG Chemie Buna Schkopau          | 34  | 11 | 10 | 13 | 035:380 | −3    | 32:36  |
| 12. | BSG Wismut Gera                   | 34  | 13 | 6  | 15 | 046:510 | −5    | 32:36  |
| 13. | TSG Chemie Markkleeberg           | 34  | 10 | 11 | 13 | 051:530 | −2    | 31:37  |
| 14. | BSG Motor Suhl (A)                | 34  | 12 | 7  | 15 | 038:520 | −14   | 31:37  |
| 15. | BSG Chemie IW Ilmenau (N)         | 34  | 8  | 12 | 14 | 040:510 | −11   | 28:40  |
| 16. | FC Rot-Weiß Erfurt II             | 34  | 10 | 8  | 16 | 041:570 | −16   | 28:40  |
| 17. | BSG Motor „F.-H.“ Karl-Marx-Stadt | 34  | 9  | 8  | 17 | 031:440 | −13   | 26:42  |
| 18. | BSG Wismut Aue II (N)             | 34  | 4  | 9  | 21 | 037:660 | −29   | 17:51  |

| (A) | Absteiger aus der DDR-Oberliga 1984/85 |
| (N) | Aufsteiger aus der Bezirksliga 1984/85 |

### Kreuztabelle
Die Kreuztabelle stellt die Ergebnisse aller Spiele dieser Saison dar. Die Heimmannschaft ist in der linken Spalte aufgelistet und die Gastmannschaft in der obersten Reihe.
| 1985/86 | 1985/86                           | BSG Fortschritt Bischofswerda | Hallescher FC Chemie | BSG Chemie Böhlen | BSG Motor Grimma | FC Carl Zeiss Jena II | SG Dynamo Dresden II | SG Dynamo Eisleben | BSG Glückauf Sondershausen | BSG Motor Weimar | BSG Motor Nordhausen | BSG Chemie Buna Schkopau | BSG Wismut Gera | TSG Chemie Markkleeberg | BSG Motor Suhl | BSG Chemie IW Ilmenau | FC Rot-Weiß Erfurt II | BSG Motor „F.-H.“ Karl-Marx-Stadt | BSG Wismut Aue II |
| ------- | --------------------------------- | ----------------------------- | -------------------- | ----------------- | ---------------- | --------------------- | -------------------- | ------------------ | -------------------------- | ---------------- | -------------------- | ------------------------ | --------------- | ----------------------- | -------------- | --------------------- | --------------------- | --------------------------------- | ----------------- |
| 01.     | BSG Fortschritt Bischofswerda     |                               | 2:1                  | 1:1               | 2:0              | 3:1                   | 5:1                  | 1:0                | 1:0                        | 1:0              | 3:0                  | 0:0                      | 1:0             | 2:0                     | 3:0            | 2:2                   | 2:0                   | 3:0                               | 3:1               |
| 02.     | Hallescher FC Chemie              | 0:2                           |                      | 2:1               | 6:0              | 1:0                   | 4:1                  | 3:0                | 5:3                        | 1:2              | 3:2                  | 2:1                      | 2:1             | 3:0                     | 4:1            | 4:0                   | 6:1                   | 3:0                               | 1:0               |
| 03.     | BSG Chemie Böhlen                 | 0:1                           | 0:3                  |                   | 1:1              | 4:0                   | 3:1                  | 3:0                | 0:2                        | 3:2              | 3:0                  | 2:1                      | 1:2             | 3:1                     | 2:0            | 3:1                   | 3:0                   | 0:0                               | 3:0               |
| 04.     | BSG Motor Grimma                  | 2:0                           | 1:1                  | 0:0               |                  | 2:0                   | 1:0                  | 4:1                | 2:1                        | 1:0              | 1:1                  | 0:0                      | 3:2             | 2:0                     | 2:0            | 2:1                   | 3:0                   | 1:0                               | 2:2               |
| 05.     | FC Carl Zeiss Jena II             | 0:3                           | 0:2                  | 2:0               | 1:0              |                       | 2:1                  | 0:0                | 4:1                        | 1:1              | 2:1                  | 2:1                      | 1:3             | 0:0                     | 0:0            | 1:0                   | 1:1                   | 2:0                               | 2:2               |
| 06.     | SG Dynamo Dresden II              | 1:4                           | 3:2                  | 2:2               | 3:1              | 2:2                   |                      | 1:1                | 1:2                        | 1:1              | 2:0                  | 2:0                      | 1:1             | 1:1                     | 2:0            | 2:1                   | 0:3                   | 4:1                               | 3:0               |
| 07.     | SG Dynamo Eisleben                | 1:0                           | 2:2                  | 3:1               | 1:0              | 3:4                   | 3:1                  |                    | 1:0                        | 1:0              | 0:1                  | 0:0                      | 1:2             | 0:0                     | 2:1            | 3:0                   | 2:2                   | 1:0                               | 2:0               |
| 08.     | BSG Glückauf Sondershausen        | 0:0                           | 2:1                  | 3:3               | 3:2              | 1:2                   | 1:0                  | 1:0                |                            | 2:2              | 1:1                  | 2:0                      | 3:3             | 2:1                     | 3:0            | 2:2                   | 2:0                   | 1:0                               | 2:1               |
| 09.     | BSG Motor Weimar                  | 2:1                           | 2:1                  | 1:0               | 0:0              | 2:2                   | 0:3                  | 3:0                | 3:0                        |                  | 1:1                  | 2:0                      | 0:1             | 2:1                     | 1:1            | 0:1                   | 2:1                   | 2:1                               | 1:0               |
| 10.     | BSG Motor Nordhausen              | 0:2                           | 0:7                  | 2:4               | 1:0              | 1:1                   | 1:2                  | 3:1                | 5:3                        | 0:0              |                      | 0:0                      | 3:1             | 2:2                     | 2:0            | 3:0                   | 1:5                   | 1:0                               | 2:1               |
| 11.     | BSG Chemie Buna Schkopau          | 0:2                           | 0:3                  | 3:0               | 3:0              | 0:0                   | 0:2                  | 2:2                | 1:0                        | 1:0              | 0:2                  |                          | 3:2             | 2:0                     | 0:0            | 2:0                   | 5:0                   | 2:1                               | 1:0               |
| 12.     | BSG Wismut Gera                   | 0:2                           | 2:1                  | 1:3               | 1:0              | 1:3                   | 1:1                  | 0:0                | 0:0                        | 1:0              | 1:2                  | 4:0                      |                 | 0:1                     | 2:1            | 2:0                   | 1:2                   | 2:0                               | 4:3               |
| 13.     | TSG Chemie Markkleeberg           | 3:1                           | 0:2                  | 2:1               | 4:3              | 2:0                   | 1:2                  | 2:2                | 4:4                        | 3:1              | 5:1                  | 3:2                      | 2:0             |                         | 5:1            | 3:3                   | 2:2                   | 0:1                               | 1:1               |
| 14.     | BSG Motor Suhl                    | 2:1                           | 3:0                  | 3:1               | 0:2              | 0:4                   | 1:5                  | 1:2                | 2:0                        | 3:1              | 1:0                  | 1:0                      | 6:1             | 0:0                     |                | 1:1                   | 1:0                   | 1:1                               | 1:2               |
| 15.     | BSG Chemie IW Ilmenau             | 2:3                           | 1:1                  | 1:2               | 1:0              | 2:0                   | 1:1                  | 1:2                | 2:0                        | 2:2              | 1:1                  | 2:2                      | 2:1             | 1:0                     | 1:1            |                       | 1:2                   | 0:1                               | 4:0               |
| 16.     | FC Rot-Weiß Erfurt II             | 1:1                           | 1:4                  | 0:2               | 1:1              | 0:1                   | 2:1                  | 3:0                | 0:1                        | 0:0              | 0:0                  | 1:1                      | 1:0             | 3:1                     | 1:2            | 0:1                   |                       | 3:2                               | 1:3               |
| 17.     | BSG Motor „F.-H.“ Karl-Marx-Stadt | 2:2                           | 1:0                  | 0:1               | 1:2              | 3:1                   | 1:1                  | 1:1                | 2:1                        | 3:1              | 0:0                  | 1:1                      | 0:1             | 3:1                     | 0:1            | 0:0                   | 3:2                   |                                   | 1:2               |
| 18.     | BSG Wismut Aue II                 | 0:1                           | 1:4                  | 3:3               | 1:2              | 2:3                   | 1:3                  | 2:4                | 2:1                        | 1:1              | 0:0                  | 0:1                      | 2:2             | 0:0                     | 1:2            | 2:2                   | 1:2                   | 0:1                               |                   |

### Torschützenliste
|     | Spieler                 | Verein                        | Tore |
| --- | ----------------------- | ----------------------------- | ---- |
| 01. | Klaus Havenstein        | BSG Chemie Böhlen             | 26   |
| 02. | Roci Schiemann          | BSG Fortschritt Bischofswerda | 18   |
| 03. | Andreas Tillmann        | TSG Chemie Markkleeberg       | 17   |
| 04. | Knut Herber             | BSG Glückauf Sondershausen    | 16   |
| 05. | Jan Rziha               | Hallescher FC Chemie          | 15   |
| 06. | Hans-Dieter Auffenbauer | SG Dynamo Eisleben            | 14   |
| 06. | Kai Wengefeld           | BSG Motor Weimar              | 14   |
| 08. | Andreas Gräulich        | BSG Fortschritt Bischofswerda | 13   |
| 08. | Karl-Heinz Herrmann     | BSG Chemie IW Ilmenau         | 13   |
| 10. | Jens Henschel           | Hallescher FC Chemie          | 11   |
| 11. | Jörg Engelmann          | BSG Chemie Böhlen             | 10   |
| 11. | Peter Pordzik           | BSG Fortschritt Bischofswerda | 10   |
| 11. | Lutz Schenkel           | TSG Chemie Markkleeberg       | 10   |

### Zuschauer
- In 306 Spielen kamen 400.950 Zuschauer ({\displaystyle \varnothing } 1.310 pro Spiel) in die Stadien.

Größte Zuschauerkulisse
6.650 Hallescher FC Chemie – BSG Chemie Buna Schkopau (3. Sp.)
Niedrigste Zuschauerkulisse
100 FC Rot-Weiß Erfurt II – BSG Motor Nordhausen (13. Sp.)
100 BSG Wismut Aue II – BSG Motor „F.-H.“ Karl-Marx-Stadt (22. Sp.)
100 FC Carl Zeiss Jena II – BSG Motor Grimma (25. Sp.)
100 BSG Wismut Aue II – BSG Chemie Buna Schkopau (32. Sp.)
| Mannschaft                        | Gesamt | {\displaystyle \varnothing } | Heim   | {\displaystyle \varnothing } | Ausw.  | {\displaystyle \varnothing } |
| --------------------------------- | ------ | ---------------------------- | ------ | ---------------------------- | ------ | ---------------------------- |
| BSG Fortschritt Bischofswerda     | 76.400 | 2.247                        | 47.500 | 2.794                        | 28.900 | 1.700                        |
| Hallescher FC Chemie              | 77.650 | 2.284                        | 46.350 | 2.726                        | 31.300 | 1.841                        |
| BSG Chemie Böhlen                 | 42.200 | 1.241                        | 17.400 | 1.024                        | 24.800 | 1.459                        |
| BSG Motor Grimma                  | 65.400 | 1.924                        | 45.100 | 2.653                        | 20.300 | 1.194                        |
| FC Carl Zeiss Jena II             | 28.200 | 0829                         | 06.850 | 0403                         | 21.350 | 1.256                        |
| SG Dynamo Dresden II              | 28.100 | 0826                         | 09.100 | 0535                         | 19.000 | 1.118                        |
| SG Dynamo Eisleben                | 40.850 | 1.201                        | 18.300 | 1.076                        | 22.550 | 1.326                        |
| BSG Glückauf Sondershausen        | 49.300 | 1.450                        | 29.350 | 1.726                        | 19.950 | 1.174                        |
| BSG Motor Weimar                  | 45.550 | 1.340                        | 26.550 | 1.562                        | 19.000 | 1.118                        |
| BSG Motor Nordhausen              | 45.000 | 1.324                        | 27.050 | 1.591                        | 17.950 | 1.056                        |
| BSG Chemie Buna Schkopau          | 39.500 | 1.162                        | 15.150 | 0891                         | 24.350 | 1.432                        |
| BSG Wismut Gera                   | 42.050 | 1.237                        | 20.200 | 1.188                        | 21.850 | 1.285                        |
| TSG Chemie Markkleeberg           | 39.900 | 1.174                        | 16.850 | 0991                         | 23.050 | 1.356                        |
| BSG Motor Suhl                    | 48.500 | 1.426                        | 21.450 | 1.262                        | 27.050 | 1.591                        |
| BSG Chemie IW Ilmenau             | 52.950 | 1.557                        | 30.850 | 1.815                        | 22.100 | 1.300                        |
| FC Rot-Weiß Erfurt II             | 27.100 | 0797                         | 06.400 | 0376                         | 20.700 | 1.218                        |
| BSG Motor „F.-H.“ Karl-Marx-Stadt | 29.200 | 0859                         | 10.750 | 0632                         | 18.450 | 1.085                        |
| BSG Wismut Aue II                 | 24.000 | 0706                         | 05.750 | 0338                         | 18.250 | 1.074                        |

## Staffelsieger und Aufsteiger
| 1. Staffel A                | Berliner FC Dynamo II |
| Logo vom Berliner FC Dynamo | Marco Kostmann (30 Spiele / Tore –) Frank Vogel (29/1) Mario Waldow (25/3), Heiko Brestrich (19/2), Artur Ullrich (26/2) Holger Fandrich (34/4), Dirk Anders (28/3), Tim Thamerus (20/2), Svend Fochler (30/2) René Deffke (23/3), Olaf Hirsch (22/12) Trainer: Werner Voigt |
| Logo vom Berliner FC Dynamo | außerdem: Oskar Kosche (Tor 3/–), Ingo Rentzsch (Tor 1/–); Andreas Belka (12/–), Thomas Grether (2/–), Torsten Kracht (2/–), Mario Maek (13/3), Andreas Rath (3/–), Burkhard Reich (5/–), Torsten Zander (11/–); Frank Albrecht (2/–), Christian Backs (1/–), Jens Clemen (2/–), Andreas Finster (2/–), Jörg Fügner (14/1), Eike Küttner (9/4), Oliver Standke (3/–), Norbert Trieloff (4/–), Rainer Troppa (7/–); Thomas Heerwaldt (10/2), Peter Kaehlitz (2/2), Bernd Kubowitz (12/4), Ingo Scholz (1/–), Jan Voß (9/9), Tom Zinner (14/–) ohne Einsatz blieben: Thomas Böhme (Tor), Heiko Schickgram und Oliver Weber |

| 2. Staffel A                 | BSG Energie Cottbus |
| Logo der BSG Energie Cottbus | Ralf Wilken (32 Spiele / Tore –) Andreas Wolf (33/2) Robert Reiß (34/2), Jens Melzig (22/2), Maik Pohland (29/1) Dietmar Drabow (25/10), Ralf Lempke (33/3) , Detlef Irrgang (31/5), Hagen Wellschmidt (26/1) Hans-Dieter Paulo (28/10), Michael Wawrok (33/8) Trainer: Fritz Bohla |
| Logo der BSG Energie Cottbus | außerdem: Rolf-Dieter Kahnt (Tor 2/–); Henry Brotzmann (1/–), Ralf Hansch (13/–), Udo Stimpel (8/1); Ralf Daubitz (6/1), Thomas Hoßmang (15/1), Reinhard Noack (1/–), Hagen Reeck (8/–); Jörg Jenter (17/4), Steffen Kümmel (14/–), René Röder (16/1), René Wolff (5/–) dazu ein Eigentor von Rost (KKW Greifswald) ohne Einsatz blieben: Roland Balck, Henry Kelling, Frank Neuber und Norbert Kudlek |

| 1. Staffel B                           | BSG Fortschritt Bischofswerda |
| Logo der BSG Fortschritt Bischofswerda | Jörg Klimpel (33 Spiele / Tore –) Jörg Bär (33/2) Heiko Thiel (26/1), Karsten Petersohn (29/5), Mario Kleditzsch (28/–) Tino Gottlöber (32/4), Andreas Gräulich (34/12), Andreas Hain (30/3), Oliver Merkel (30/2) Peter Pordzik (33/10), Roci Schiemann (31/18) Trainer: Horst Rau                            |
| Logo der BSG Fortschritt Bischofswerda | außerdem: Fred Sickert (Tor 1/–); Fred Bank (20/1), Dieter Franik (3/–), Frank Koglin (19/–); Steffen Schmidt (22/1), Steffen Trompler (2/–); Tino Gnauck (19/–), Uwe Rietschel (10/2), Wieland Wünsche (2/–) ohne Einsatz blieben: Wolfgang Seewald (Tor), Ronny Waurich (Tor), Tino Kuwan und Harald Tilgner |

## Aufstiegsrunde zur DDR-Liga
Sechs Mannschaften aus den 15 Bezirksligen steigen in die DDR-Liga auf. In drei Gruppen zu je fünf Mannschaften, ermittelten die 15 Bezirksmeister bzw. aufstiegsberechtigten Vereine die Aufsteiger. Die beiden Erstplatzierten jeder Gruppe steigen auf. Jede Mannschaft bestritt in ihrer Gruppe zwei Heimspiele und zwei Auswärtsspiele.

## Staffel 1
In der Staffel 1 spielten die Meister aus den Bezirken Rostock, Schwerin, Berlin, Frankfurt (Oder) und Halle.

### Abschlusstabelle
| Pl. | Verein                       | Sp. | S | U | N | Tore    | Diff. | Punkte |
| --- | ---------------------------- | --- | - | - | - | ------- | ----- | ------ |
| 1.  | BSG Schiffahrt/Hafen Rostock | 4   | 2 | 1 | 1 | 008:400 | +4    | 05:30  |
| 2.  | BSG Stahl Thale              | 4   | 2 | 1 | 1 | 006:300 | +3    | 05:30  |
| 3.  | ISG Schwerin                 | 4   | 1 | 3 | 0 | 005:200 | +3    | 05:30  |
| 4.  | BSG Motor Eberswalde         | 4   | 1 | 1 | 2 | 006:100 | −4    | 03:50  |
| 5.  | BSG KWO Berlin               | 4   | 1 | 0 | 3 | 006:120 | −6    | 02:60  |

1. 1 2  Bei Punktgleichstand und derselben Tordifferenz sah die Spielordnung ein Entscheidungsspiel der Kontrahenten vor.

### Kreuztabelle
Die Kreuztabelle stellt die Ergebnisse aller Spiele dieser Aufstiegsrunde dar. Die Heimmannschaft ist in der linken Spalte aufgelistet und die Gastmannschaft in der obersten Reihe.
| 1985/86 | 1985/86                      | BSG Schiffahrt/Hafen Rostock | BSG Stahl Thale | ISG Schwerin | BSG Motor Eberswalde | BSG KWO Berlin |
| ------- | ---------------------------- | ---------------------------- | --------------- | ------------ | -------------------- | -------------- |
| 01.     | BSG Schiffahrt/Hafen Rostock |                              | ---             | 1:1          | ---                  | 4:0            |
| 02.     | BSG Stahl Thale              | 2:0                          |                 | ---          | ---                  | 3:1            |
| 03.     | ISG Schwerin                 | ---                          | 0:0             |              | 1:1                  | ---            |
| 04.     | BSG Motor Eberswalde         | 1:3                          | 2:1             | ---          |                      | ---            |
| 05.     | BSG KWO Berlin               | ---                          | ---             | 0:3          | 5:2                  |                |

#### Entscheidungsspiel
Das Entscheidungsspiel fand am 24. Juni 1986 im Stadion An der Alten Försterei in Berlin statt.
|                 | Ergebnis |              |
| --------------- | -------- | ------------ |
| BSG Stahl Thale | 0:1      | ISG Schwerin |

## Staffel 2
In der Staffel 2 spielten die Meister aus den Bezirken Potsdam, Magdeburg, Leipzig sowie Erfurt und der Vizemeister aus dem Bezirk Neubrandenburg.

### Abschlusstabelle
| Pl. | Verein                      | Sp. | S | U | N | Tore    | Diff. | Punkte |
| --- | --------------------------- | --- | - | - | - | ------- | ----- | ------ |
| 1.  | BSG Motor Ludwigsfelde      | 4   | 3 | 0 | 1 | 014:400 | +10   | 06:20  |
| 2.  | BSG Motor Schönebeck        | 4   | 3 | 0 | 1 | 011:200 | +9    | 06:20  |
| 3.  | BSG Robotron Sömmerda       | 4   | 3 | 0 | 1 | 007:500 | +2    | 06:20  |
| 4.  | 1. FC Lokomotive Leipzig II | 4   | 0 | 1 | 3 | 002:800 | −6    | 01:70  |
| 5.  | TSG Neustrelitz             | 4   | 0 | 1 | 3 | 001:160 | −15   | 01:70  |

### Kreuztabelle
Die Kreuztabelle stellt die Ergebnisse aller Spiele dieser Aufstiegsrunde dar. Die Heimmannschaft ist in der linken Spalte aufgelistet und die Gastmannschaft in der obersten Reihe.
| 1985/86 | 1985/86                     | BSG Motor Ludwigsfelde | BSG Motor Schönebeck | BSG Robotron Sömmerda |     | TSG Neustrelitz |
| ------- | --------------------------- | ---------------------- | -------------------- | --------------------- | --- | --------------- |
| 01.     | BSG Motor Ludwigsfelde      |                        | 2:1                  | ---                   | --- | 8:0             |
| 02.     | BSG Motor Schönebeck        | ---                    |                      | 4:0                   | --- | 4:0             |
| 03.     | BSG Robotron Sömmerda       | 2:1                    | ---                  |                       | 2:0 | ---             |
| 04.     | 1. FC Lokomotive Leipzig II | 1:3                    | 0:2                  | ---                   |     | ---             |
| 05.     | TSG Neustrelitz             | ---                    | ---                  | 0:3                   | 1:1 |                 |

## Staffel 3
In der Staffel 3 spielten die Meister aus den Bezirken Cottbus, Suhl, Gera, Karl-Marx-Stadt und Dresden.

### Abschlusstabelle
| Pl. | Verein                            | Sp. | S | U | N | Tore    | Diff. | Punkte |
| --- | --------------------------------- | --- | - | - | - | ------- | ----- | ------ |
| 1.  | BSG Aktivist Kali Werra Tiefenort | 4   | 3 | 1 | 0 | 011:100 | +10   | 07:10  |
| 2.  | BSG Chemie “W.-P.-St.” Guben      | 4   | 3 | 0 | 1 | 008:500 | +3    | 06:20  |
| 3.  | BSG Aufbau dkk Krumhermersdorf    | 4   | 1 | 1 | 2 | 006:700 | −1    | 03:50  |
| 4.  | TSG Gröditz                       | 4   | 0 | 2 | 2 | 001:400 | −3    | 02:60  |
| 5.  | BSG JENAer Glaswerk               | 4   | 1 | 0 | 3 | 002:110 | −9    | 02:60  |

### Kreuztabelle
Die Kreuztabelle stellt die Ergebnisse aller Spiele dieser Aufstiegsrunde dar. Die Heimmannschaft ist in der linken Spalte aufgelistet und die Gastmannschaft in der obersten Reihe.
| 1985/86 | 1985/86                           | BSG Aktivist Kali Werra Tiefenort | BSG Chemie Wilhelm-Pieck Stadt Guben | BSG Aufbau dkk Krumhermersdorf | TSG Gröditz | BSG JENAer Glaswerk |
| ------- | --------------------------------- | --------------------------------- | ------------------------------------ | ------------------------------ | ----------- | ------------------- |
| 01.     | BSG Aktivist Kali Werra Tiefenort |                                   | 3:0                                  | ---                            | ---         | 5:0                 |
| 02.     | BSG Chemie “W.-P.-St.” Guben      | ---                               |                                      | 3:1                            | 2:0         | ---                 |
| 03.     | BSG Aufbau dkk Krumhermersdorf    | 1:3                               | ---                                  |                                | ---         | 3:0                 |
| 04.     | TSG Gröditz                       | 0:0                               | ---                                  | 1:1                            |             | ---                 |
| 05.     | BSG JENAer Glaswerk               | ---                               | 1:3                                  | ---                            | 1:0         |                     |

1. ↑  Das erste Spiel wurde wegen eines Gewitters abgebrochen.